# كين بروت
كين بروت (بالإنجليزية: Ken Pruitt)‏ هو سياسي أمريكي، ولد في 24 يناير 1957 في ميامي في الولايات المتحدة. حزبياً، نشط في الحزب الجمهوري. وقد انتخب عضو مجلس ولاية فلوريدا وانتخب عضو مجلس نواب فلوريدا.